# Costa Nordenskjöld

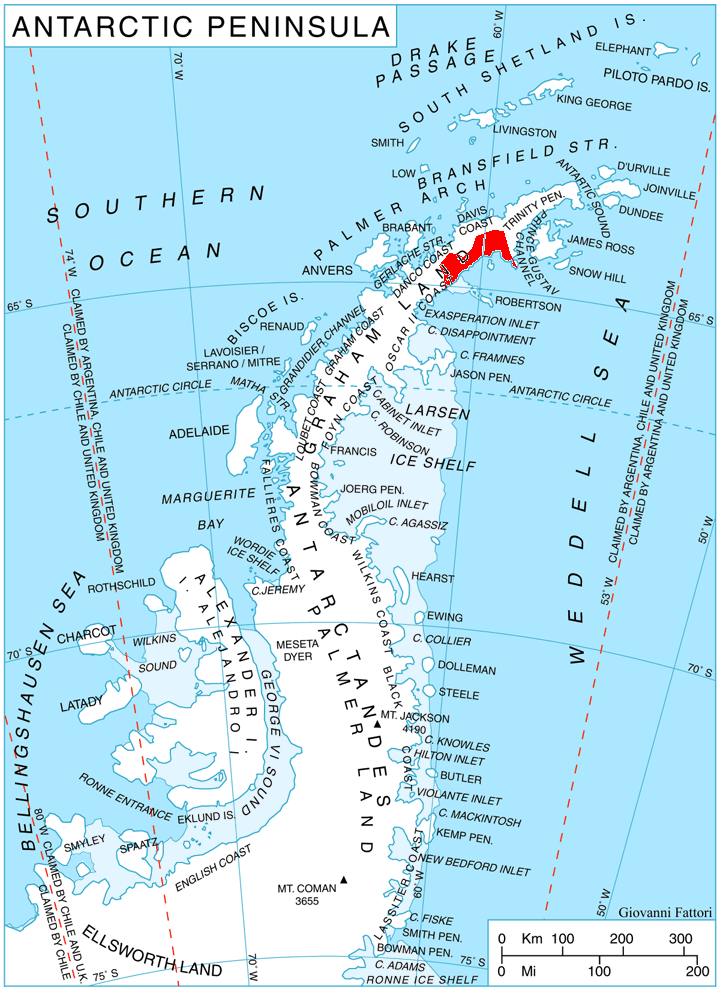
Localización de la Costa Nordenskjöld.

La costa Nordenskjöld (del inglés: 'Nordenskjöld Coast') es la porción de la costa Noreste de la península Antártica (Tierra de Graham) sobre el mar de Weddell, entre el cabo Longing (o cabo Deseo, 64°34′S 58°48′O / -64.567, -58.800) (límite con la península Trinidad) y el cabo Fairweather (o cabo Buen Tiempo, 65°00′S 61°05′O / -65.000, -61.083), que la separa de la costa Oscar II. Los Antartandes separan a la costa Nordenskjöld de las costas ubicadas del lado occidental de la península Antártica: la costa Davis y la costa Danco.
La barrera de hielo Larsen se extiende desde la costa Nordenskjöld sobre el mar de Weddell. En la parte sur de la costa de hallan los nunataks Foca (o Seal), un conjunto de 14 nunataks que se extienden sobre la barrera de hielo Larsen. Sobre uno de ellos, el nunatak Larsen, fue inaugurada el 15 de marzo de 1961 la Base Matienzo de la Argentina, integrando el Refugio San Antonio que existía desde abril de 1959.
Esta costa fue explorada en 1902 por la Expedición Antártica Sueca liderada por Otto Nordenskiöld en el barco Antarctic. En la década de 1930 el área fue explorada por Lincoln Ellsworth.
Edwin Swift Balch propuso en 1909 honrar a Otto Nordenskiöld poniendo su nombre a esta costa de la Antártida. 
Entre los accidentes geográficos más notable de la costa, casi todos cubierto de hielo, se hallan: ensenada Larsen, cabos Sobral, Worsley y Fairweather, glaciar Drygalski, nunataks Tillberg, meseta Detroit e isla Lindenberg. Sobre la barrera de hielo Larsen se halla la isla Robertson.
En el cabo Sobral el Ejército Argentino inauguró el Refugio Guaraní el 23 de junio de 1959 y en la isla Robertson inauguró el Refugio San Roque el 1 de octubre de 1956. Para apoyo al primer vuelo argentino al polo sur, en 1961 fue establecido el Aeródromo Capitán Jorge A. Campbell sobre la barrera de hielos Larsen (hoy mar abierto), entre la isla Robertson y el nunatak Larsen.

## Reclamaciones territoriales
La Argentina incluye a la costa Nordenskjöld en el Departamento Antártida Argentina dentro de la Provincia de Tierra del Fuego, Antártida e Islas del Atlántico Sur; para Chile forma parte de la Comuna Antártica de la Provincia Antártica Chilena dentro de la Región de Magallanes y de la Antártica Chilena; y para el Reino Unido integra el Territorio Antártico Británico. Las tres reclamaciones están restringidas por los términos del Tratado Antártico.
Nomenclatura de los países reclamantes:
- Argentina: costa Nordenskjöld
- Chile: Costa Nordenskjöld
- Reino Unido: Nordenskjöld Coast